# Haripur (Saptari)
Haripur (nep. हरिपुर) – gaun wikas samiti we wschodniej części Nepalu w strefie Sagarmatha w dystrykcie Saptari. Według nepalskiego spisu powszechnego z 2001 roku liczył on 836 gospodarstw domowych i 4945 mieszkańców (2431 kobiet i 2514 mężczyzn).